# Hasnat Khan
Hasnat Ahmad Khan, (arabe : حسنات احمد خان), né le 1er avril 1958 à Jhelum (Pendjab), est un chirurgien cardiothoracique britannique d'origine pakistanaise. Il est principalement connu pour avoir eu une relation amoureuse avec Diana Spencer, princesse de Galles, de 1995 à 1997.

## Enfance et éducation
Hasnat Khan est né le 1er avril 1958 à Jhelum, ville de la province pakistanaise du Punjab,,. Il est l'aîné d'une fratrie de 4 enfants. Son père, Rashid Khan, diplômé de la London School of Economics, dirigeait une verrerie. Hasnat Khan est un lointain cousin d'Imran Khan.

## Carrière
Jusqu'en 1991, il a travaillé à Sydney, en Australie, puis a commencé à travailler à Londres,. Il a ensuite travaillé au Royal Brompton Hospital de Londres, de 1995 à 1996, puis au London Chest Hospital. En 2000, il a travaillé à l'hôpital de St Bart et a ensuite servi à Harefield Hospital. En novembre 2007, il a démissionné de son poste et a dirigé un hôpital cardiologique en Malaisie. En août 2013, Khan travaille en tant que chirurgien-consultant cardiothoracique au Basildon University Hospital.

## Vie privée

### Relation avec Diana, princesse de Galles
Hasnat Khan a entretenu une relation de 2 ans avec Diana Spencer, princesse de Galles, qui l'aurait décrit comme « M. Merveilleux »,,, En mai 1996, Diana, séparée de son mari le prince de Galles Charles depuis 1992 (le divorce sera prononcé en août 1996), a rencontré la famille d'Hasnat dans la ville de Lahore,. Selon le majordome de Diana, Paul Burrell, la princesse et le Dr Khan mirent fin à leur relation en juin 1997,.
Les amis de Diana ont décrit Hasnat comme « l'amour de sa vie » et évoqué sa détresse quand leur relation a pris fin. Hasnat Khan a assisté aux funérailles de Diana à l'abbaye de Westminster, en septembre 1997.
Le chirurgien cardiaque a dit à la police en 2004 qu'il doutait qu'elle eut été enceinte quand elle trouva la mort, car selon lui elle prenait toujours ses pilules contraceptives. En mars 2008, il a déclaré au juge Scott Baker, lors de l'enquête sur la mort de Diana, que leur relation avait commencé à la fin de l'été de 1995, et que s'ils avaient parlé de se marier, il se doutait que l'inévitable attention des médias serait « un enfer ». Il a également dit être persuadé que l'accident de voiture qui a causé la mort de Diana n'était qu'un tragique accident.

### Mariage
Hasnat Khan fait un mariage arrangé en mai 2006 avec Hadia Sher Ali au Pakistan,. Hadia Sher Ali est une aristocrate pakistanaise, descendante de l'ancienne famille royale d'Afghanistan. En juillet 2008, ils ont déposé une demande de divorce au conseil local d'arbitrage d'Islamabad.

## Dans les médias
La relation entre Hasnat Khan et la princesse Diana est dépeinte dans le film Diana (2013), réalisé par Oliver Hirschbiegel et basé sur le livre de Kate Snell Diana: Son Dernier Amour (2001). Hasnat Khan est représenté par Naveen Andrews, tandis que Diana est jouée par Naomi Watts.
La saison 5 de The Crown (2022) met également en scène la relation entre Khan et Diana, interprétés respectivement par Humayun Saeed et Elizabeth Debicki.